# Cardiocondyla cristata
Cardiocondyla cristata är en myrart som först beskrevs av Santschi 1912.  Cardiocondyla cristata ingår i släktet Cardiocondyla och familjen myror. Inga underarter finns listade.